# توماس لتش
توماس لتش (آلمانی: Thomas Letsch؛ زادهٔ ۲۶ اوت ۱۹۶۸) بازیکن سابق و مربی فوتبال اهل آلمان است.